# (34831) 2001 SA234
2001 SA234 (asteroide 34831) é um asteroide da cintura principal. Possui uma excentricidade de 0.09804190 e uma inclinação de 4.81969º.
Este asteroide foi descoberto no dia 19 de setembro de 2001 por LINEAR em Socorro.